# Songhoy Blues
Songhoy Blues, est un groupe malien de blues touareg, originaire de Tombouctou. Le groupe se forme à Bamako après avoir été forcé de quitter leurs maisons pendant le conflit civil et l'imposition de la charia. Le groupe sort son premier album, Music in Exile, via Transgressive Records le 23 février 2015, tandis que Cult Records de Julian Casablancas s'associe à Atlantic Records pour sortir l'album en mars 2015 en Amérique du Nord. Le groupe est l'un des principaux sujets du film documentaire They Will Have to Kill Us First.

## Histoire

### Origines
En 2012, le Mouvement national de libération de l'Azawad (MNLA) prend le contrôle du nord du Mali. Il est à son tour repoussé par Ansar Dine, un groupe djihadiste qui interdit la cigarette, l'alcool et la musique. Garba Touré, guitariste originaire de Diré, près de Tombouctou, est contraint de partir et s'installe à Bamako, la capitale du pays, dans le sud. Avec Aliou Touré et Oumar Touré, ils forment un groupe « ... pour recréer cette ambiance perdue du nord et faire revivre à tous les réfugiés ces chansons du nord ». Tous les trois, sans lien de parenté bien qu'ils portent le même nom, sont des Songhoy. Le nom du groupe vient de leur ethnie et du genre musical qu'ils jouent, le « blues touareg ».

### Carrière
Songhoy Blues commence à jouer dans le circuit des clubs de Bamako, attirant à la fois des fans de Songhoy et des fans touaregs. En septembre 2013, Africa Express, un groupe de musiciens et de producteurs américains et européens dirigé par Damon Albarn, se rend à Bamako pour enregistrer un album collaboratif. Le groupe passe une audition réussie, et est présenté à Nick Zinner, le guitariste américain des Yeah Yeah Yeahs. Ils travaillent avec Zinner pour enregistrer Soubour, qui signifie patience. Le titre sort en décembre 2013 sur Maison des jeunes, la compilation Africa Express 2013,.
Après le succès de Soubour, le groupe retourne en studio avec Zinner et le coproducteur Marc-Antoine Moreau pour travailler sur un album. Leur premier album, Music in Exile, sort sur Transgressive Records en février 2015 et sur Cult Records, via Atlantic Records, en mars 2015 en Amérique du Nord. Il reçoit une « acclamation universelle » selon l'agrégateur Metacritic. Robin Denselow, écrivant pour The Guardian, décrit l'album comme « un ensemble impressionnant, varié et entraînant », et considère Songhoy Blues comme « [un] groupe à suivre ». Dans le NME, Kevin EG Perry décrit l'album comme « un chef-d'œuvre de blues du désert ; mélangeant les licks de guitare américains avec le groove malien ».
Le groupe est nommé pour le prix de la « meilleure nouvelle actrice » aux Q Awards 2015 et comme « percée d'un groupe indépendant » aux AIM Awards 2015,. Ils assurent la première partie d'Alabama Shakes au Beacon Theatre de New York, et sont ensuite qualifiés d'« insistants et déterminés, mais aussi dirigés vers l'extatique » dans une critique postée par le New York Times. Ils assurent également la première partie de Julian Casablancas et Damon Albarn et, en 2015, se produisent dans de nombreux festivals, notamment le Glastonbury Festival, le Bonnaroo Festival, le Latitude Festival, le Festival de Roskilde, Austin City Limits, et le Green Man Festival. En 2016, ils jouent au Byron Bay Bluesfest et au WOMADelaide en Australie, ainsi qu'au Green Man Festival et au Great Escape Festival au Royaume-Uni. Au Royal Albert Hall pour le 25e anniversaire de Later... with Jools Holland, ils jouent deux chansons avec le saxophoniste ténor Tunday Akintan.
Le 5 août 2020, Songhoy Blues annonce que leur nouvel album, Optimisme, sortirait le 23 octobre 2020 chez Fat Possum Records. Le même jour, ils sortent leur nouveau single Badala.

## Discographie

### Albums studio
- 2015 - Music in Exile (Transgressive Records)
- 2017 - Résistance (Transgressive Records)
- 2020 - Optimisme (Transgressive Records)
- 2025 - Héritage (Transgressive Records)